# Гидаят-Уллах-хан
Гидаят-Уллах-хан (перс. هدایت‌الله خان فومنی‎}), Хидаят-хан (1728—1802) — хан Гиляна (1748—1802).

## Биография
Гидаят-Уллах-хан родился в 1728 году в городе Фуман в семье гилянского хана Ага Камал Фумани.
Гидаят-хан сыграл важную роль в борьбе за власть в Персии, которая последовала после смерти Надир-шаха в 1747 году.
В 1758 г. Керим-хан разгромил каджаров, затем подчинил себе Гилян.
Персидский правитель Керим-хан Зенд также хотел иметь союзника в лице Фатали-хана. Через гилянского правителя Гидаят-хана он послал «Фатали-хану своих депутатов с обнадеживанием, внушает ему в голову, что оной Фатали-хан оставлен будет от него высокого рода векиля, если отступит от России». Фатали-хан в связи с этим писал: «Керим-хан, который ныне повелителем вся Ирана находится, прислал ко мне из столичного города Шираза несколько человек поверенных депутатов со многими дарами… и великою денежною казною с тем намерением, что чрез то склонить меня к своей службе и согласию, но я… его отнюдь не принял».
После смерти Карим-хана в 1779 г. Ага-Мухаммед бежит из Шираза, становится главой каджаров, подчиняет себе Мазендеран и Гилян и выступает против Зендов.

### Правление
В 1773 г. Гидайат-хан гилянский предложил России в случае смерти Керим-хана ввести трёхтысячное войско и принять Гилян в российское подданство при условии уплаты всех российских издержек и значительной ежегодной дани. Россия сочла возможным ответить отказом, поскольку не хотела портить отношения с Ираном из-за Гиляна, удалённость которого от постоянных мест
дислокации российской армии могла потребовать присылки гораздо более многочисленного войска для подавления мятежей местных ханов. Оскорбившийся отказом гилянский правитель содействовал в 1775 г. захвату и ограблению двух русских торговых судов, после чего российский консул был вынужден покинуть Гилян в знак протеста.

### Гидаят хан и Талышское ханство
Не сумев угрозами запугать Гара-хана, правитель Гиляна Гидаят-хан совершил в 1768 году вторжение в Талыш, разорил его земли, а самого Гара-хана захватил в плен и увел в Гилян. Но в события вмешался усилившийся в те годы правитель Кубинского ханства Фатали-хан. Он потребовал освобождения Гара-хана, под предлогом того, что талышские магал-беки (наместники отдельных частей ханства, которых всего было 6) признали его своим сюзереном и обязались платить дань, а поэтому Гара-хан тоже должен быть освобожден и вернуться в Ленкоран. На конфликт с Фатали-ханом Кубинским правитель Гиляна — Гидаят-хан не пошел, и Гара-хан был освобожден из-под стражи.
К тому времени изменилась и международная обстановка: назревала война между Российской империей и Османской Турцией (1768—1774). Керим-хан Зенд — новый правитель Ирана — никак не мог определиться, с кем быть союзником в будущей войне — с Россией или Турцией. Он одинаково не желал видеть в Грузии, Армении, ханствах Восточного Закавказья ни турецких, ни тем более русских войск, а сам не имел ни сил, ни финансов для того, чтобы ввести в эти районы свои войска и закрепить их за Ираном. В этих условиях гилянский правитель Гидаят-хан не стал дожидаться развития ситуации и сам стал заигрывать с Россией и даже в 1773 году попросил её покровительства.
Гилянский хан Гидаят потребовал покорности от Талыша и ежегодной выплаты дани. Особенно раздражали Гидаят-хана и его патрона — Керим-хана Зенда, все более укреплявшиеся торговые, политические и дипломатические связы Гара-хана Талышского с Россией через Астрахань как и вообще прорусская внешнеполитическая ориентация правителя Ленкорани. Русские консулы в Энзели (в 1765 году — И. Игумнов, а в 1767 году — И. Шубинин) докладывали в Петербург о желании Талышского Гара-хана принять российское покровительство. Не сумев угрозами запугать Гара-хана правитель Гиляна Гидаят-хан совершил в 1768 году вторжение в Талыш, разорил его земли, а Гара-хана захватил в плен и увел в Гилян. Но в события вмешался усилившийся в то время Азербайджанский правитель Кубинского ханства Фатали-хан. Он потребовал освобождения Гара-хана, под предлогом того, что талышские магал-беки [правители ханства, то есть наместники отдельных частей (всего их было 6) Талыша] признали его своим сюзереном и обязались платить дань, а поэтому Гара-хан тоже должен быть освобожден и вернуться в Ленкорань. На конфликт с Фатали-ханом Кубинским правитель Гиляна — Гидаят-хан не пошел, и Гара-хан был освобожден из-под стражи. Да и международная обстановка изменилась — назревала война между Российской империей и Османской Турцией (1768—1774). Керим-хан Зенд, правитель Ирана никак не мог определится — с кем быть союзником в будущей войне — с Россией или Турцией. Он одинаково не желал видеть в Грузии, Армении, ханствах Восточного Закавказья ни турецких, ни тем более русских войск, а сам не имел ни сил, ни финансов для того, чтобы ввести в эти районы свои войска и закрепить их за Ираном. В этих условиях гилянский правитель Хидаят-хан не стал дожидаться развития ситуации, а сам стал заигрывать с Россией и даже просил её — покровительства в 1773 году. Все эти обстоятельства укрепили позиции Гара-хана Талышского и хотя он в 1785 году дал присягу (клятву) верности Кубинскому Фатали-хану, и обязался платить ему дань, это не помещало ему заниматься дальнейшим укреплением и развитием Талышского ханства. После его смерти в 1786 году ханом Талыша по праву наследования становится Мир-Мустафа-хан.

### Противостояние с каджарами
После того, как в 1779 году скончался персидский правитель Керим-хан Зенд, Иран охватила междоусобица и борьба за власть. Междоусобный войны способствовали успешной борьбе предводителя племени каджаров Ага Мохаммад-хана. Летом 1781 года его войска заняли Гилянское ханство, а её правитель Гидаят-хан вынужден был бежать к Фатали-хану и просить у того помощи. Кубинский хан отправил в Гилян войско численностью 9 тыс. человек. В походе приняли участие военные силы из различных азербайджанских ханств, а также войска тарковского шамхала и кайтагского уцмия; общее командование осуществлял назир Кубинского ханства Мирза-бек Баят. По свидетельству источников того времени, «все приведенные войска собраны были большей частью стараниями Фатали-хана». Им удалось вытеснить силы Ага Мохаммад-хана и восстановить в Гиляне власть Гидаят-хана.
Разбитый Каджарами в 1781 г., правитель Гиляна Гидайят-улла-хан бежал к российскому консулу И. Тумановскому и просил у него помощи для борьбы с Ага-Мохаммад-ханом, но вскоре, не встретив поддержки со стороны России, принял помощь от Фатх-Али-хана Кубинского.
В 1786 г. был завоеван Гилян, из которого изгнали Гидайят-улла-хана. Правителем Астрабада и Гиляна Ага-Мохаммад назначил брата Мортаза-Кули-хана. Однако последний перешел на сторону Зендов, а затем, опасаясь возмездия, бежал в Талыш.
К этому времени при поддержке Али-Мурад-хана в Гилян вернулся изгнанный оттуда Гедайят-улла-хан. Он объявил себя независимым правителем и начал переговоры с русским правительством о принятии его в российское подданство и о присоединении Гиляна к России.
По сообщению С. М. Броневского:

Молодой и честолюбивый Гедает хан гилянский по власти и богатству своему 69 /л. 198/ почитался в Персии вторым владельцом, сверх 300 тысяч рублей дани, платимой векилю Керим хану, он получал дохода до 400 тысяч рублей. В 1773 году Гедает хан просил чрез консула Боголюбова письменно о принятии гилянской провинции под российское покровительство, и чтобы по первому известию о смерти Керим хана, который был тогда в глубокой старости, прислано было к нему до трех тысяч российскаго войска для охранения его владений. За что он обязывается не токмо заплатить все издержки, на отправление /л. 198 об./ войска употребленные, но ежегодно платить России дань, состоящую в 200 тысячах рублях деньгами (Рубли должно здесь полагать не российские, а называемые в Персии ханские рубли, которых на российской рубль серебреною монетою щитается три, а каждый в 30 копеек с небольшим) и 2 000 батманов или 700 пуд шелку сырцом. На сие в ответе велено было консулу Яблонскому объявить ему, что принятием его в Российское покровительство, были бы нарушены трактаты, с Персиею заключенные, что небольшое вспомогательное войско будет не токмо для него безполезно, но и может подвергнутся опасности по своевольству /л. 199/ тамошних ханов и по отдалению мест 70.
По смерти Керим хана, Ага Магомет хан, вышедший из заточения объявил войну брату своему Муртазе кули хану, бывшему тогда владетелем астрабатской и мизандранской областей. При сем случае в 1775 году при астрабатских берегах взяты были и разграблены два купеческия российския судна. Консул Яблонский, зная что и гилянские подданные Гедает хана в сем грабеже участвовали, требовал от него удовлетворения, но, не получив онаго и видя недоброжелательство Гедает хана к России, принужден /л. 199 об./ был выехать в Астрахань.
    
Вскоре потом усилившаяся власть в Персии из ничтожества вышедшаго Али Магомет хана, изгнание брата его Муртазы кули хана из астрабатскаго и мазандранскаго владения, завоевание Испагани и Шираза, покорение гилянской провинции обратили на себя внимание российскаго двора, которое ограничивалось до времени надзиранием за его поступками.— С. М. Броневский. Историческия выписки о сношениях России с Персии...

## Денежная реформа Гидаят-хана
Гидайат-хан в 1785 г. отчеканил монету достоинством в треть рупии (3,83 г).